# 科尔南
科尔南（法語：Cornant，法語發音：[kɔʁnɑ̃]）是法国勃艮第-弗朗什-孔泰大区约讷省的一个市镇，属于桑斯区。

## 地理
科尔南（48°7'57"N, 3°11'8"E）面积5.06 平方千米，位于法国勃艮第-弗朗什-孔泰大區约讷省，该省份为法国中北部内陆省份，西接卢瓦雷省，西北接塞纳-马恩省，南至涅夫勒省，东临科多尔省，东北与奥布省接壤。
与科尔南接壤的市镇（或旧市镇、城区）包括：科勒米耶、埃格里塞勒-勒博卡日、栋达格尔新城。

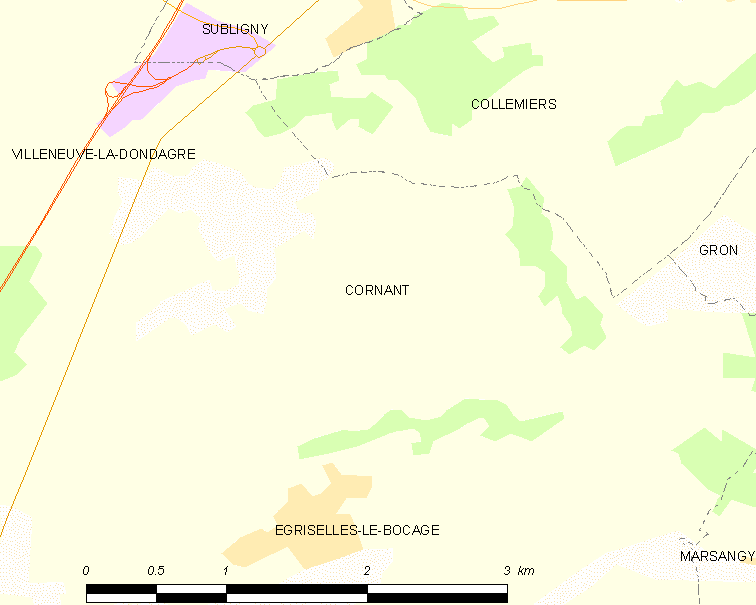
科尔南的OSM定位图

科尔南的时区为UTC+01:00、UTC+02:00（夏令时）。

## 行政
科尔南的邮政编码为89500，INSEE市镇编码为89116。

## 政治
科尔南所属的省级选区为勃艮第地区加蒂奈县。

## 人口

1962-2008年间科尔南人口变化图示

科尔南于2022年1月1日时的人口数量为364人。